# Sandholmen (naturreservat)
Sandholmen är ett naturreservat som omfattar holmen med samma namn belägen där Dalälven mynnar i Siljan i Mora kommun i Dalarnas län.
Området är naturskyddat sedan 1982 och är 3 hektar stort. Reservatet består av ett stort bestånd av Daggvide.